# Eulecanium melzeri
Eulecanium melzeri är en insektsart som beskrevs av Hempel 1920. Eulecanium melzeri ingår i släktet Eulecanium och familjen skålsköldlöss. Inga underarter finns listade i Catalogue of Life.